# Paní Ap-chaj
Císařovna Siaoliewu (1590 Ťi-lin – 1. října 1626 Mukdenský palác), Ula Na-ža z mandžuského klanu Osm korouhví, osobním jménem Ap-chaj, byla choť Nurhačiho. Byla o 31 let mladší než on.
Ap-chaj byla v dřívějších zdrojích chybně ztotožňována s Chuang Tchaj-ťiem, Nurhačiho osmým synem a nástupcem.

## Život

### Rodinné zázemí
- Otec: Man-tchaj (滿泰; † 1596), držel titul prince třetího řádu (貝勒)
  - Dědeček z otcovy strany: Pu-kan (布干), držel titul prince třetího řádu (貝勒)
  - Strýc z otcovy strany: Puťantchaj (1575–⁠1618), držel titul prince třetího řádu (貝勒)

### Éra Wan-li
V listopadu nebo prosinci 1601 se paní Ula Na-ža provdala za Nurhačiho a stala se jednou z jeho několika manželek. Po smrti císařovny Siaocchikao 31. října 1603 byla paní Ula Na-ža povýšena na Nurhačiho hlavní manželku. Dne 28. srpna 1605 porodila Nurhačiho 12. syna Aťikeho, 17. listopadu 1612 jeho 14. syna Dorgona a 2. dubna 1614 jeho 15. syna Tota.

### Éra Tchien-cchung
Paní Ula Na-ža byla 1. října 1626 nucena spáchat sebevraždu svými nevlastními syny, protože se obávali, že by mohla být překážkou v nástupnictví Chuang Tchaj-ťie.

### Éra Šun-č’
Na začátku vlády císaře Šun-č’ sloužil Dorgon jako princ-regent. V roce 1650 byla paní Ula Na-ža posmrtně povýšena na „císařovnu Siaoliewu“. V roce 1653 zrušil císař Šun-č’ posmrtný titul paní Ula Na-ža.

## Tituly
- Za vlády císaře Wan-li (1572–1620):
  - Paní Ula Na-ža (od 1590)
  - Druhá manželka (側福晉; od listopadu/prosince 1601[pozn. 1])
  - Hlavní manželka (大福晉; od 1603)
- Během vlády císaře Šun-č’ (1643–1661):
  - Císařovna Siaoliewu (孝烈武皇后;  1650–1653)

## Potomstvo
Jako hlavní manželka:
- Aťike (阿濟格; 28. srpna 1605 – 28. listopadu 1651), Nurhačiho 12. syn, v roce 1636 mu byl udělen titul princ Wu-jing druhého řádu, v roce 1644 povýšen na prince Jinga prvního řádu
- Dorgon (多爾袞; 17. listopadu 1612 – 31. prosince 1650), Nurhačiho 14. syn, v roce 1636 mu byl udělen titul princ Žuej prvního řádu, posmrtně poctěn titulem princ Žuej-čung prvního řádu
- Toto (多鐸; 2. dubna 1614 – 29. dubna 1649), Nurhačiho 15. syn, v roce 1636 mu byl udělen titul princ Ju prvního řádu, posmrtně poctěn titulem princ Ju-tchung prvního řádu

## V beletrii a populární kultuře
- Ztvárnila ji Eva Lai ve filmu Vzestup a pád dynastie Čching (1987)
- Ztvárnila ji Si-čchin Kao-wa v Siaočuang Miši (2003)
- Ztvárnila ji Čcheng Liša ve filmu Tchaj-cu Miši (2005)
- Ztvárnila ji Tchao Chuej-min ve filmu Ta Čching Fen-kjun (2006)
- Ztvárnila ji Kchaža Chuej v Legendě o Siaočuangě (2015)
- Ztvárnila ji Čchen Sin-ju ve filmu Vládni světu (2017)